# Дзядув-Мост
Дзядув-Мост (пол. Dziadów Most) — село в Польщі, у гміні Дзядова Клода Олесницького повіту Нижньосілезького воєводства.
Населення — 244 особи (2011).
У 1975-1998 роках село належало до Каліського воєводства.

## Демографія
Демографічна структура станом на 31 березня 2011 року:
|          | Загалом | Допрацездатний вік | Працездатний вік | Постпрацездатний вік |
| -------- | ------- | ------------------ | ---------------- | -------------------- |
| Чоловіки | 121     | 23                 | 88               | 10                   |
| Жінки    | 123     | 33                 | 68               | 22                   |
| Разом    | 244     | 56                 | 156              | 32                   |